# شیر و عسل
شیر و عسل فیلمی به کارگردانی آرش معیریان، نویسندگی قربان محمدپور و تهیه‌کنندگی سید محسن وزیری محصول سال ۱۳۸۸ است.

## داستان
پیمان جوانی است که به دلیل مشکلات مالی به گروهی که از عوامل سرقت طلافروشی‌ها هستند می‌پیوندد و طی جریانی وارد خانه‌ای می‌شود و در نقش شاهرخ خان، جوانی ۳۰ ساله و هندی تبار که بعد از درگذشت مادرش به همراه مباشرش آمیتا به ایران برمی گردد تا طبق وصیت‌نامه ارثیه اش را از دایی اش تحویل بگیرد، وارد آن خانه می‌شود و…

## بازیگران
- پوریا پورسرخ
- مهران غفوریان
- فتحعلی اویسی
- علی صادقی
- افسانه پاکرو
- مهران رجبی
- یوسف صیادی
- حسین رفیعی
- احمد پورمخبر
- فلور نظری
- محسن قاضی مرادی
- داریوش سلیمی
- محمدرضا وزیری